# Liste der Baudenkmäler in Altenmarkt an der Alz

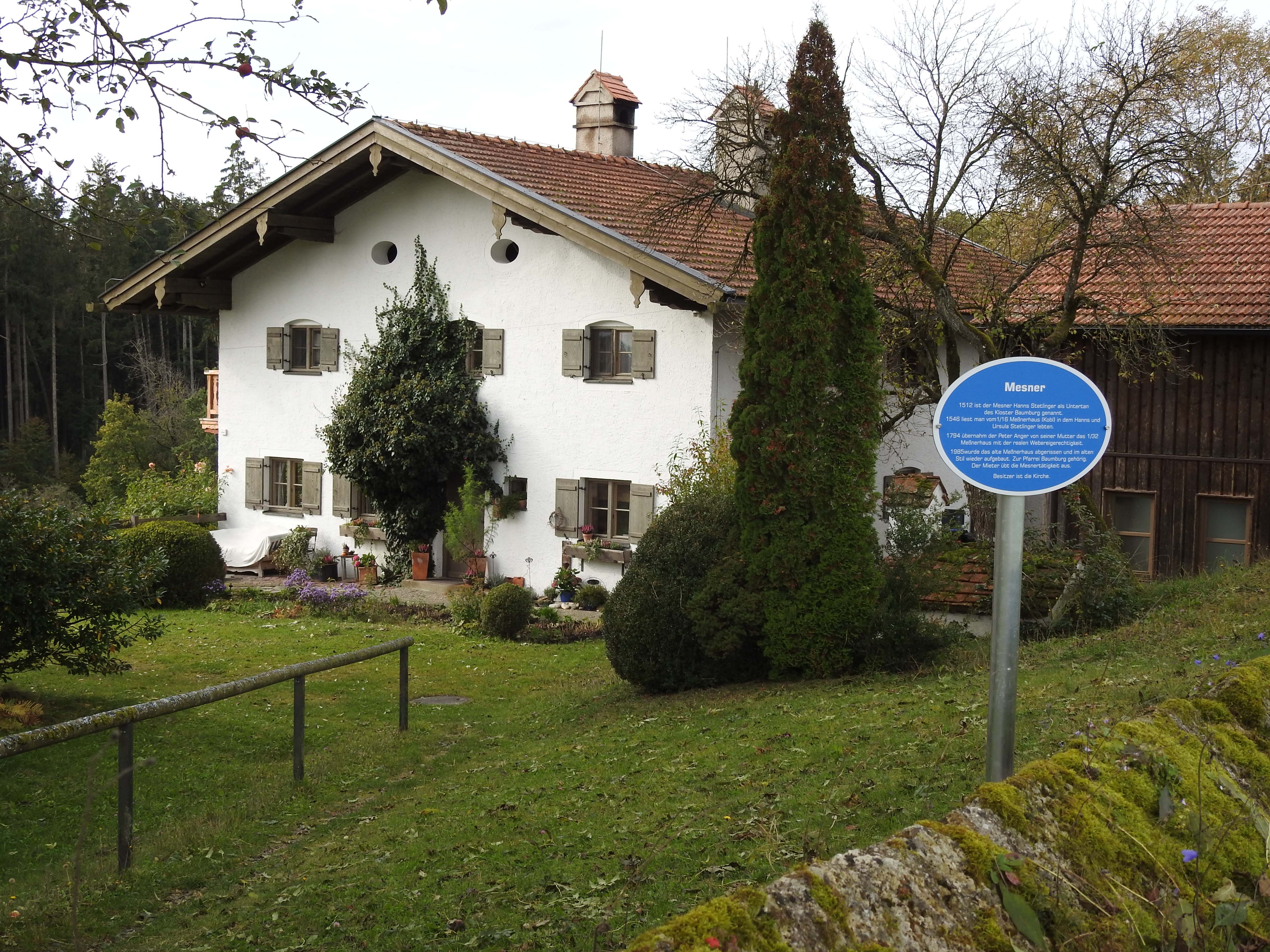
Mesnerhaus in Sankt Wolfgang

Auf dieser Seite sind die Baudenkmäler in der oberbayerischen Gemeinde Altenmarkt an der Alz zusammengestellt. Diese Tabelle ist eine Teilliste der Liste der Baudenkmäler in Bayern. Grundlage ist die Bayerische Denkmalliste, die auf Basis des Bayerischen Denkmalschutzgesetzes vom 1. Oktober 1973 erstmals erstellt wurde und seither durch das Bayerische Landesamt für Denkmalpflege geführt wird. Die folgenden Angaben ersetzen nicht die rechtsverbindliche Auskunft der Denkmalschutzbehörde.

## Baudenkmäler nach Ortsteilen

### Altenmarkt an der Alz
| Lage                                       | Objekt                                     | Beschreibung | Akten-Nr.              | Bild                                 |
| ------------------------------------------ | ------------------------------------------ | --- | ---------------------- | ------------------------------------ |
| Alzweg 1; Wasserburger Straße 2 (Standort) | Gasthaus zur Post                          | Breitgelagerter Putzbau mit Erdgeschossgewölben, Flachsatteldach und Turmerker-Vorbau, nach 1632 Südlich angeschlossen Wohn- und Wirtschaftsgebäude mit Erdgeschossgewölben und Flachsatteldach, 17./18. Jahrhundert und Wohnhaus (Alzweg 1), mit Putzgliederungen und Flachsatteldach, erste Hälfte 19. Jahrhundert (siehe auch Alzweg 2) | D-1-89-111-13 Wikidata | Gasthaus zur Post                    |
| Alzweg 2 (Standort)                        | Großer gemauerter Stadel                   | Über Säulen gewölbt, mit Flachsatteldach, erste Hälfte 19. Jahrhundert; zum Gasthaus Post gehörig, siehe auch Alzweg 1, Wasserburger Straße 2. | D-1-89-111-2 Wikidata  | BW                                   |
| Bahnhofstraße 1 (Standort)                 | Handwerkerhaus                             | Verputzt, mit Flachsatteldach und Giebellaube, Firstpfette bezeichnet mit dem Jahr 1821 | D-1-89-111-4 Wikidata  | BW                                   |
| Baumburger Straße 6 (Standort)             | Zugehörig eintenniger Bundwerkstadel       | Bezeichnet mit dem Jahr „1796“ | D-1-89-111-68 Wikidata | Zugehörig eintenniger Bundwerkstadel |
| Hans-Egner-Straße 48 (Standort)            | Bauernhaus                                 | Wohnteil mit Blockbau-Obergeschoss, Giebelbundwerk und umlaufender Laube, bezeichnet mit dem Jahr 1706 | D-1-89-111-11 Wikidata | BW                                   |
| Hauptstraße 30 (Standort)                  | Katholische Filialkirche St. Ägidius       | 1630 auf romanischer Grundlage erbaut, zur barocken Saalkirche umgebaut um 1725/35, Turmerdgeschoss gotisch, Turmoberteil 1764; mit Ausstattung | D-1-89-111-6 Wikidata  | weitere Bilder                       |
| Hubergasse 4 (Standort)                    | Ehemaliges Bauernhaus                      | Mit Blockbau-Obergeschoss und Flachsatteldach, um 1800 | D-1-89-111-8 Wikidata  | Ehemaliges Bauernhaus                |
| Marktplatz 4 (Standort)                    | Wohn- und Geschäftshaus                    | Biedermeierlich gegliederte Putzfassade und Halbwalmdach, erste Hälfte 19. Jahrhundert | D-1-89-111-9 Wikidata  | Wohn- und Geschäftshaus              |
| Nähe Alzweg, bei Alzweg 3 (Standort)       | Steinfigur des heiligen Johann von Nepomuk | Barock, 18. Jahrhundert | D-1-89-111-3 Wikidata  | BW                                   |
| Nähe Baumburger Leite (Standort)           | Kapelle                                    | Um 1803 erbaut, erneuert 1857 und 1984 | D-1-89-111-5 Wikidata  | BW                                   |
| Wasserburger Straße 21 (Standort)          | Inschrifttafel am Wohnhaus                 | Bezeichnet mit dem Jahr „1732“ | D-1-89-111-14 Wikidata | BW                                   |

### Au
| Lage                             | Objekt                           | Beschreibung | Akten-Nr.              | Bild           |
| -------------------------------- | -------------------------------- | --- | ---------------------- | -------------- |
| Trostberger Straße 6 (Standort)  | Ehemaliger Sommerkeller          | Klassizistischer Bau mit Portikus, Rundbogenfenstern und Walmdach, bezeichnet mit dem Jahr „1842“ | D-1-89-111-15 Wikidata | weitere Bilder |
| Trostberger Straße 16 (Standort) | Gutshaus, ehemalige Klostermühle | Zweieinhalbgeschossig, mit Flachsatteldach und Segmentbogenfenstern, an der Giebelfront erkerartiger Vorbau, wohl Mitte 19. Jahrhundert, umgebaut 1922 Zugehörig Wallfahrtskapelle St. Maria vom Guten Rat Standort, barock, mit Ziergiebel, um 1730, erneuert 1812, 1844, 1906 und 1936 | D-1-89-111-16 Wikidata | BW             |

### Baumburg
| Lage                                                     | Objekt | Beschreibung | Akten-Nr.              | Bild                                       |
| -------------------------------------------------------- | --- | --- | ---------------------- | ------------------------------------------ |
| Baumburg 12, 14, 15, 20, 22 (Standort)                   | West- und Nordflügel des ehemaligen Klosterwirtschaftshofes | Zweigeschossige Satteldachbauten, zum Teil mit Speichergeschoss, Ende 17. und erste Hälfte 18. Jahrhundert Bestehend aus Wohngebäude, südlichem Teil des Westflügels (Haus Nr. 15); Klosterbräustüberl, Mittelteil des Westflügels, Türgewände bezeichnet mit dem Jahr „1690“, mit südlich anschließender barocker Hofdurchfahrt, bezeichnet mit dem Jahr „1735“ (Haus Nr. 12) Bräuhaus, nördlicher Teil des Westflügels (Haus Nr. 14) Wirtschaftsgebäude, Teil der Brauerei, Eckbau mit gewölbtem Erdgeschoss, Portal an der Westseite bezeichnet mit dem Jahr „1756“ (Haus Nr. 20) Wohn- und Wirtschaftsgebäude, Nordflügel, zum Teil Brauerei, mit gewölbtem Erdgeschoss, 17./18. Jahrhundert (Haus Nr. 22) (Haus Nr. 24 in gleicher Art um 1965 ergänzt) | D-1-89-111-18 Wikidata | BW                                         |
| Baumburg 19 (Standort)                                   | Ehemaliges Wirtschaftsgebäude, jetzt Wohnhaus | Zweigeschossig, mit weitem Dachüberstand an der südlichen Traufseite, erste Hälfte 19. Jahrhundert, über Kern des 17./18. Jahrhundert | D-1-89-111-66 Wikidata | BW                                         |
| Baumburg 23 (Standort)                                   | Wohnhaus | Im Kern 17./18. Jahrhundert, Halbwalmdach wohl Anfang 19. Jahrhundert | D-1-89-111-23 Wikidata | BW                                         |
| Baumburg 26 (Standort)                                   | Ehemalige Augustiner-Chorherren-Klosterkirche St. Margaretha, jetzt Pfarrkirche                                                                                         | Barocke Wandpfeileranlage mit eingezogenem Chor, auf Grundlage des 12. Jahrhunderts von Franz Alois Mayr errichtet, 1754–57, westliche Doppelturmfront Mitte 12. Jahrhundert, Kuppelhelme und Vorhalle barock, ehemalige Gruftkapelle, später alte Sakristei Johannes d. T., erste Hälfte 15. Jahrhundert, um 1620 barockisiert, nördlich des Chors; mit Ausstattung | D-1-89-111-25          | weitere Bilder                             |
| Baumburg 27 (Standort)                                   | Ehemaliger Gaststock des Konventbaus, Teil des Südflügels am ehemaligen südöstlichen Hof, jetzt Seminarhotel                                                            | Zweigeschossig mit Putzgliederung und Halbwalmdach, um 1720–35; 1985 nach Osten erweitert | D-1-89-111-26 Wikidata | BW                                         |
| Baumburg 28 (Standort)                                   | Ehemaliger Konventbau, seit 1910 Pfarrhaus | Teil des Osttrakts, zweigeschossig mit Putzgliederung, erbaut um 1696/97, Ende 18. Jahrhundert renoviert, Fassade teilweise umgestaltet 1909/10 Darin ehemalige Kapitel-Kapelle, jetzt Sakristei, und Törringkapelle, mit Ausstattung Nord- und Ostflügel des Kreuzgangs, mit zahlreichen Grabmalen | D-1-89-111-27 Wikidata | Ehemaliger Konventbau, seit 1910 Pfarrhaus |
| Baumburg 29 (Standort)                                   | Ehemaliger Klosterökonomiehof | Geschlossene Vierflügelanlage; Ostflügel mit Wohnteil, mittiger Durchfahrt, bezeichnet mit dem Jahr „1699“, und Rossstall Nord- und Westflügel 1905/06 nach Brand erneuert | D-1-89-111-28 Wikidata | Ehemaliger Klosterökonomiehof              |
| Baumburg 30 (Standort)                                   | Ehemaliges Wirtschaftsgebäude, Teil des Südflügels am großen ehemaliges Wirtschaftshof, jetzt Wohnhaus                                                                  | Zweigeschossig mit Walmdach, 18. Jahrhundert | D-1-89-111-67 Wikidata | BW                                         |
| Baumburg 32 (Standort)                                   | Ehemaliges pröpstliches Sommerschlösschen | Pavillonartig, mit Zeltdach und Eckerkern, erbaut 1564, im 20. Jahrhundert Dach angehoben und im Inneren verändert Klostergarten mit Einfriedungsmauer, 16./17. Jahrhundert | D-1-89-111-29 Wikidata | Ehemaliges pröpstliches Sommerschlösschen  |
| Buchwald (Standort)                                      | Buchenwaldkapelle, Gedächtniskapelle, 1848/49 zum Gedächtnis an Gefallene der napoleonischen Kriege erbaut, zugleich Kriegergedächtnis für 1870/71, 1914/18 und 1939/45 | Mit Ausstattung Bei der Kapelle Gräberfelder und Gedenksteine, 19./20. Jahrhundert | D-1-89-111-30 Wikidata | BW                                         |
| Nähe Baumburger Leite; Nähe Baumburger Straße (Standort) | Lourdesgrotte | Ende 19. Jahrhundert; nördlich unterhalb des ehemaligen Klosters | D-1-89-111-31 Wikidata | BW                                         |

### Dorfen
| Lage                             | Objekt                                          | Beschreibung                                                                              | Akten-Nr.              | Bild |
| -------------------------------- | ----------------------------------------------- | ----------------------------------------------------------------------------------------- | ---------------------- | ---- |
| Dorfen, Blickenberg 1 (Standort) | Bauernhaus                                      | Wohnteil in Blockbauweise, bezeichnet mit dem Jahr 1659 (Wirtschaftsteil 1976 neu erbaut) | D-1-89-111-32 Wikidata | BW   |
| (Standort)                       | Bundwerk am Wirtschaftsteil des Wohnstallhauses | Um Mitte 19. Jahrhundert Zugehörig Bundwerkstadel, bezeichnet mit dem Jahr „1849“         | D-1-89-111-33 Wikidata | BW   |
| Dorfen 12 (Standort)             | Zugehörig Stallstadel                           | Mit Bundwerk, bezeichnet mit dem Jahr „1864“                                              | D-1-89-111-34 Wikidata | BW   |

### Weitere Ortsteile
| Lage                                                              | Objekt                                                     | Beschreibung | Akten-Nr.              | Bild                                      |
| ----------------------------------------------------------------- | ---------------------------------------------------------- | --- | ---------------------- | ----------------------------------------- |
| Diepling 2 (Standort)                                             | Zugehörig östlich frei stehende Hofkapelle                 | Wohl drittes Viertel 19. Jahrhundert; mit Ausstattung | D-1-89-111-69 Wikidata | BW                                        |
| Epping, Offlinger Feld, am Weg von Ginzing nach Epping (Standort) | Kapellenbildstock                                          | Ehemals bezeichnet mit „1718“ und „1828“ | D-1-89-111-35 Wikidata | BW                                        |
| Forst 1 (Standort)                                                | Bauernhaus                                                 | Wohnteil mit Blockbau-Obergeschoss, First bezeichnet mit dem Jahr 1812, Hochlaube mit Bemalung, Wappentafel über der Haustür Nebengebäude, ehemalige Schmiede, mit Getreidekasten im Obergeschoss und Bundwerkteil, bezeichnet mit dem Jahr „1829“                                                                  | D-1-89-111-36 Wikidata | Bauernhaus                                |
| Frühling 1 (Standort)                                             | Bundwerkstadel, Südflügel des Vierseithofes                | Bezeichnet mit dem Jahr „1860“ Stallstadel (Westflügel), mit Bundwerk, um 1860 | D-1-89-111-37 Wikidata | BW                                        |
| Frühling 3 (Standort)                                             | Bundwerkstadel, Südflügel des Vierseithofes                | Bezeichnet mit dem Jahr „1836“ | D-1-89-111-38 Wikidata | BW                                        |
| Frühling 5 (Standort)                                             | Wohnstallhaus, Nordflügel des Vierseithofes                | Verputzt, mit verschaltem Vordach, Giebelbild (Dreifaltigkeit) und eisernem Glockenstuhl, First bezeichnet mit dem Jahr „1849“ Bundwerkstadel, jetzt Stall (Südflügel), bezeichnet mit dem Jahr „1853“ Querstadel (Ostflügel) mit Blockbau-Obergeschoss, eingebautem Getreidekasten und Uhr im Giebel, wohl um 1850 | D-1-89-111-39 Wikidata | BW                                        |
| Ginzing, Holzäcke (Standort)                                      | Kapelle St. Sebastian                                      | Neugotisch, bezeichnet mit dem Jahr „1867“; mit Ausstattung | D-1-89-111-40 Wikidata | BW                                        |
| Nordwestlich von Glött an der Straße nach Mögling (Standort)      | Bildstock mit Laterne                                      | 17./18. Jahrhundert (bezeichnet mit dem Jahr wohl „1658“) | D-1-89-111-65 Wikidata | BW                                        |
| Glött 1 (Standort)                                                | Stadel, Südflügel des Vierseithofes                        | Mit reichem Bundwerk, bezeichnet mit dem Jahr 1865 Hütte (Ostflügel), mit Getreidekasten, Mitte 19. Jahrhundert | D-1-89-111-41 Wikidata | BW                                        |
| Glött 2, zwischen Glött und Mögling (Standort)                    | Bildstock                                                  | Rotmarmor, bezeichnet mit dem Jahr „1675“ | D-1-89-111-42 Wikidata | BW                                        |
| Kirchberg 1 (Standort)                                            | Katholische Filialkirche Petrus und Paulus                 | Spätgotischer einschiffiger Nagelfluhquaderbau, 1483 geweiht, Turm 17./18. Jahrhundert; mit Ausstattung Ehemaliges Beinhaus (Karner), 16. Jahrhundert | D-1-89-111-43 Wikidata | BW                                        |
| Kirchberg 3 (Standort)                                            | Wohnstallhaus, Ostflügel des Vierseithofes                 | Mit Putzgliederungen und Bundwerkteil, First bezeichnet mit dem Jahr „1838“ Stadel (Westflügel) und Stallstadel (Südflügel), jeweils hofseitig mit Bundwerk, zweite Hälfte 19. Jahrhundert | D-1-89-111-44 Wikidata | BW                                        |
| Kirchberg 7 (Standort)                                            | Bundwerkstadel, Südflügel des Dreiseithofes                | Nach Mitte 19. Jahrhundert Stattliches Zuhaus, verputzt, mit Schopfwalmdach, bezeichnet mit dem Jahr „1840“ | D-1-89-111-45 Wikidata | BW                                        |
| Neustadl 7 (Standort)                                             | Zugehöriger frei stehender zweigeschossiger Getreidekasten | Erste Hälfte 17. Jahrhundert | D-1-89-111-47 Wikidata | BW                                        |
| Neustadl 9 (Standort)                                             | Bundwerk am Stallteil des Einfirsthofes                    | Mitte 19. Jahrhundert | D-1-89-111-48 Wikidata | BW                                        |
| Offling 32 (Standort)                                             | Wohnstallhaus des ehemaligen Dreiseithofs                  | Zweieinhalbgeschossig, Giebelfenster des Speichers spitzbogig, Putzbandgliederung, aufgedoppelte Haustür, eiserner Glockenständer bezeichnet mit dem Jahr „1893“ | D-1-89-111-49 Wikidata | Wohnstallhaus des ehemaligen Dreiseithofs |
| Offling 34 (Standort)                                             | Bauernhaus, Wohnteil                                       | Mit Blockbau-Obergeschoss, wohl 17. Jahrhundert, First ehemals bezeichnet mit dem Jahr „1787“ | D-1-89-111-50 Wikidata | BW                                        |
| Rabenden 1 (Standort)                                             | Katholische Filialkirche St. Jakobus der Ältere            | Spätgotische Anlage, Mitte 15. Jahrhundert, Turmobergeschoss zweite Hälfte 19. Jahrhundert; mit Ausstattung Friedhof mit Ummauerung und Torpfeilern, 19. Jahrhundert Kriegergedächtniskapelle, Ende 19. Jahrhundert 53 schmiedeeiserne Grabkreuze des 18. bis frühen 19. Jahrhundert im Friedhof                    | D-1-89-111-51 Wikidata | weitere Bilder                            |
| Rupertsdorf 3 (Standort)                                          | Zugehöriger Parallelstadel                                 | Mit Bohlenbundwerk, zweite Hälfte 18. Jahrhundert | D-1-89-111-52 Wikidata | BW                                        |
| Rupertsdorf 7 (Standort)                                          | Wohnstallhaus, Nordflügel des Vierseithofes                | Verputzt, mit Bundwerk über dem Stallteil, bezeichnet mit dem Jahr „1856“ Wagenschuppen (Westflügel), um 1860 Bundwerkstadel (Südflügel), bezeichnet mit dem Jahr „1861“ | D-1-89-111-53 Wikidata | BW                                        |
| Rupertsdorf 12 (Standort)                                         | Bundwerkstadel, Südflügel des Vierseithofes                | Nach Mitte 19. Jahrhundert Stallstadel (Ostflügel), mit Bundwerk, gleichzeitig | D-1-89-111-54 Wikidata | BW                                        |
| Sankt Wolfgang 1 (Standort)                                       | Katholische Filial- und Wallfahrtskirche St. Wolfgang      | Mittelalterlicher Tuffquaderbau, Turm Ende 13. Jahrhundert, Chor und einschiffiges Langhaus gotisch, spätes 14. Jahrhundert, barockisiert um 1720; mit Ausstattung Kirchhofummauerung, Tuffquader, 17./18. Jahrhundert                                                                                              | D-1-89-111-55 Wikidata | weitere Bilder                            |
| Sankt Wolfgang 1, innerhalb der Kirchhofummauerung (Standort)     | Backofenhäuschen                                           | 19. Jahrhundert, zum Mesnerhaus gehörig | D-1-89-111-56 Wikidata | BW                                        |
| Scharten 1 (Standort)                                             | Bundwerkstadel des ehemaligen Vierseithofes                | Mit reichen Schnitzereien und bemalten Teilen, bezeichnet mit dem Jahr „1865“ | D-1-89-111-57 Wikidata | BW                                        |
| Scharten 3 (Standort)                                             | Zugehörig großer Bundwerkstadel                            | Um 1860 | D-1-89-111-58 Wikidata | BW                                        |
| Thalham 16 (Standort)                                             | Wohnstallhaus                                              | Zweigeschossiger Massivbau, verputzt, mit gewölbtem Stallteil, bezeichnet mit dem Jahr „1854“ Stalltrakt (Westflügel), um 1860/70 Zweitenniger Stadel (Südflügel), mit Bundwerk an der östlichen Giebelseite, bezeichnet mit dem Jahr „1882“                                                                        | D-1-89-111-59 Wikidata | BW                                        |
| Thalham 17 (Standort)                                             | Bauernhaus                                                 | Mit Blockbau-Obergeschoss, 17./18. Jahrhundert Quer angeschlossener Bundwerkstadel, erste Hälfte 19. Jahrhundert | D-1-89-111-60 Wikidata | BW                                        |
| Unterhilgen 3 (Standort)                                          | Zugehörig Bundwerkstadel                                   | Um 1850/60 | D-1-89-111-61 Wikidata | BW                                        |
| Viehhausen, Ornacher Feld, am nördlichen Ortsrand (Standort)      | Kleine Feldkapelle                                         | Bezeichnet mit dem Jahr „1837“ | D-1-89-111-64 Wikidata | BW                                        |
| Viehhausen 3 (Standort)                                           | Stadel des Dreiseithofes                                   | Mit reichem Gitterbundwerk, Firstpfette bezeichnet mit dem Jahr „1860“ | D-1-89-111-62 Wikidata | BW                                        |
| Viehhausen 5, am südlichen Ortsrand (Standort)                    | Kleine Feldkapelle                                         | Ende des 19. Jahrhunderts | D-1-89-111-63 Wikidata | BW                                        |